# Кристал Гејл
Бренда Гејл Веб (енгл. Brenda Gail Webb; Пејнттсвил, 9. јануар 1951), познатија као Кристал Гејл (енгл. Crystal Gayle) америчка је кантри певачица и текстописац. Првобитно је наступала са сестром Лорет Лин, а касније је Гејл развија сопствену варијету. Овај музички правац учинио ју је једном од најуспешнијих уметника током седамдесетих и осамдесетих година. Гејл је такође препознатљива по својој дугој коси.
Започела је музичку каријеру током шездесетих година када је наступала у позадини својих браће и сестара, од којих је најпознатија била Лера Лин, које је Гејл помогла да потпише уговор са издавачком кућом Decca records, 1970. године. Имала је мањи успех, али је развила сопствени музички идентитет, а касније се преусмерила ка кантро-поп стилу, са којим је била успешнија. Године 1975. песма Wrong Road Again постала је певачицин највећи хит, међутим године 1977. снимила је сингл Don't It Make My Brown Eyes Blue који је био још успешнији и нашао се међу пет најбољих песама на америчкој музичкој листи Билборд хот 100 и постао међународни хит.
Гејл је наставила да постиже успех у Сједињеним Државама од краја седамдесетих до краја осамдесетих година. Њени најећи хитови укључују песме Ready for the Times to Get Better (1977), Talking in Your Sleep (1978), Half the Way (1979) и You and I (1982). Током деведесетих година Гејл је променила уметнички правац и снимила песме у различитим музичким жанровима. Током деведесетих објавила је албуме Someday (1995) и Crystal Gayle Sings the Heart and Soul of Hoagy Carmichael (1999). Током ове деценије, Гејл је била власница продавнице која продаје ликовне уметности, а звала се „Кристални ликовни поклони и накит”. Њено последње студијско издање објављено је 2019. године и Гејл је од тада наставила са турнејама широм света.
Током каријере, Гејл је освојила једну Греми награду, а номинивана је неколико пута током седамдесетих година. Такође је освојила пет награда Америчке академије кантри музике, две награде Кантри музичке асоцијације и три Америчке музичке награде. Часопис Ролинг Стоун сврстао је Гејл међу 100 највећих кантри извођача свих времена, а амерички ТВ канал Си-ем-ти сврстао је међу 40 највећих жена кантри музике. Гејл има своји звезду на Холивудској стази славних.

## Биографија
Кристал Гејл рођена је као Бренда Гејл Веб, 9. јануара 1951. године у Пејнттсвилу, Кентаки, од мајке Кларе Веб и оца Мелвина Теодора Веба. Гејл је последње од осморо деце. Гејл и њена браћа су ирског и чероки порекла. Гејлин отац радио је на експлоатацији угља. Због бољег медицинског третмана, породица се преселила у Вобаш у Индијани, када је Гејл имала четири године. Живели су у рударској заједници, а Клара Веб радила је као медицинска сестра. Певачицин отац преминуо је 1959. године. Гејл је од малена била заинтересовања за певање. Нови породични дом Гејл у Бобашу био је урбаном окружењу, где је она била изложена различитим културним групама и нормама. Ово ново окружење такође је изложило Гејл да се заинтересује и за друге музичке стилове. Певала је песме које је чула на радију, а била је инспирисана музиком своје сестре Лорете Лин. Гејлино интересовање за музику се мењало и обликовало током њених тинејџерских година. Почела је да пева у цркви, изводила је фолк песме и снимала своје песме на аудио касете.
Уз подршку сестре Лин, Гејл је одржала турнеју током лета у средњој школи. Када је имала шеснаест година наступала је на Америчком кантри фестивалу музике, тако што је заменила сестру Опри, која се разболела. Извела је обраду песме Мартија Робинса, под називом Ribbon of Darkness. Након што је завршила средњу школу 1969. године, потписала је први уговор, са сестрином издавачком кућом Decca records, а она је инсистирала да Гејл промени своје уметничко име у Бренда. До сукоба је дошло зато што је Бренда Ли већ тада потписала за исту издавачку кућу. Убрзо након тога, Бренда је осмислила име Кристал Гејл, са којим од тада професионално наступа.
Гејл, њена браћа и сестре су директни потомци племена Чероки, њени родитељи потичу из те групе племена. У октобру 2001. године Гејл је добила Америчку музичку награду за промоцију Чероки културе.
Гејл је била супруга Била Гацимоса од 1971. године. Пар се први пут упознао у средњој школи, а били су у емотивној вези још од када је Гејл била под уговором са издавачком кућом United Artists Records, док је Бил у то време похађао Правни фкаулет на Универзитеду Вандерблит. Након што је завршио Правни факултет, Бил је постао Гејлин менаџер и председник њихове компаније Gayle Enterprises. Пар има двоје деце, ћерку Катарину (1983) и сина Кристоса (1986). Кристос је музички продуцент, а био је копродуцент Гејлиног албума из 2019. године.

## Музичка каријера

### 1969—1976: Први уговор и музички почеци
Први менаџер од Гејл био је Оливер Лин, муже Лорете Лин, након што је певачица потписала уговор са издавачком кућом Decca Records. Након тога, Гејл је прва професионална појављаивања имала у телевизијској емисији у шоу Џима Еди Брауна под називом The Country Palace, током којег је Гејл извела оригиналне песме које је написала Лорета Лин, укључујући Sparklin' Look of Love и Mama, It's Different This Time. Њен дебитански сингл објављен је 1970. године и носи назив I've Cried (The Blue Right Out of My Eyes). Песму је такође написала Лин, а она се нашла међу четрдесет на листи најбољих кантри синглова часописа Билборд. Након песме објављени су и други синглови као што су Oughta Cry (1972) и I Hope You're Havin' Better Luck Than Me (1972), али оне су имале умерени комерцијални успех.
Каријера од Гејл застала је док је била под уговором са издавачком кућом . Њена каријера је застала из разлога што је њена издавачка кућа захтевала да Гејл престане да снима у истом стилу као и њена сестра Лин. Стив Хјуи из компаније Allmusic критиковао је Гејлине ране синглове, називајући их „малим записима Лорет”. Писци Маери Буфвок и Робер Ерман истакли су да су приметили да је каријера од Гејл вероватно стигматизирана због њене сестре Лорете Лин. Године 2019. у интервјуу за Форбс, Гејл је истакла да јој није дуго требало да схвати да су је појединци гледали само као сестру од Лорете Лин. Током овог периода, Лин је захтевала од Гејл да престане да пева њене песме, што је довело до тога да Гејл напусти издавачку кућу Decca, 1974. године. Након тога, Гејл је потписала нови уговор са издавачком кућом United Artists Records, 1974. године, а компанију је тада водио продуцент Ален Рејнолдс. Рејнолдс је охрабрио Гејл да крене са снимањем песама нешто мекшег формата него што иначе ради. Такође јој је помогао да пласира њену кросовер музику публици. Године 1974. Гејл је објавила сингл Restless, а песма је дебитовала на тридесет и деветом месту Билбордове листе кантри нумера. Исте године, певачица је објавила албум под називом , а он је био на двадесет и петом месту Билбордове листе најбољих кантри албума. Године 1975. објавила је песму Wrong Road Again која је била кантри хит у Сједињеним Америчким Државама, а написао ју је Ален Рејнолдс. Након тога, Гејл је објавила синглове This Is My Year for Mexico (1975) и Beyond You (1975), а они су имали умерени комерцијални успех.
Други студијски албум од Гејл под називом  објављен је 20. октобра 2015. године. Насловна нумера са албума постигла је велики комерцијални успех. Гејлова промена у кантри-поп жанр позитивно је критикована од стране публике и музичких критичара. Поред Рејнолдс, текстове за Гејлине песме почели су да пишу и текстописци Боб МекДил и Рочард Лејт. Овај аранжман се показао као успешан, када је 1976. године Лејт написао песму I'll Get Over You, коју је извела Гејл, а она је била на првом месту листа у Сједињеним Државама. Након тога уследиле су песме You Never Miss a Real Good Thing (Till He Says Goodbye) и I'll Do It All Over Again, које су доживеле комерцијални успех. Трећи студијски албум под називом Crystal, Гејл је објавила 1976. године и он је био на седмом месту листе Top Country Albums.

### 1977—1979: Кросовер пробој
Продуцент Ален Рејнодлс веровао је да би Гејл могла да постигне велики успех у кросовер попу, ако би имала праву песму. Године 1977. Ричард Јелт компоновао је песму под називом Don't It Make My Brown Eyes Blue, коју је првобитно требала да изведе Ширли Беси, али је ипак нумеру снимила Гејл. Don't It Make My Brown Eyes Blue објављена је као сингл 1977. године и била је на првом месту Билбордове листе кантри песама, као и на другом месту листе Билборд хот 100. Песма је постала међународни хит у неколико држава, укљујући Велику Британију, где је била на петом месту. Од објављивања, песма је добила позитивне критике од стране музичких критичара и публике. Стивен Томас из музичке базе AllMusic истакао је да Гејл никада превише није наглашавала вокал, да су јој исти лепи и равни, што песму Don't It Make My Brown Eyes Blue чини прилично примамљивом.
Гејлин четврти студијски албум под називом  објављен је 1977. године. Албум је био на другом месту Билборд листе најбољих кантри песама и на дванаестом месту листе Билборд 200. We Must Believe in Magic добио је позитивне критике од музичких критичара, а Allmusic оценио је албум са 3,5 од 5 звездица. Пол Денис из My Kind of Country дао је албуму оцену пет и назвао га мешавином попа и рока, као и жанра савремених кантри песама. Овај албум био је први од Гејл којем је додељен платинасти сертификат за продају од стране Америчког удружења дискографских кућа. Године 1978. Геј је добила Греми награду у категорији за „Најбољу женску вокалну кантри изведбу”.
Године 1978. певачица је објавила пети студијски албум под називом , а он је био на другом месту кантри албума у Сједињеним Америчким Државама, као и на педесет и другом месту листе Билборд 200. When I Dream добио је платинасти сертификат од стране Америчког удружења дискографских кућа. Албум је добио углавном позитивне критике, а AllMusic доделио му је 3 од могућих 5 звездица, а добио је и пет звездица од My Kind of Country. Водећи албумски сингл под називом Talking in Your Sleep био је на првом месту синглова у Сједињеним Државама и на осамнаестом месту листе Билборд хот 100. Talking in Your Sleep био је други Гејлин албум који је забележио интернационални успех, био је на једанаестом месту листе у Уједињеном Краљевству. Албум такође укључује хит Why Have You Left the One You Left Me For као и насловну песму албума.
Крајем 1978. године, Гејл је освојила награду за „Најбољу вокалисткињу године” од стране Академије кантри музике и Музичке кантри асоцијације. Пре неко што је раскинула угоор са издавачком кућом United Artists, објавила је албум We Should Be Together 19. јуна 1978. године. Са албума су се истакле песме Your Kisses Will и Your Cold Shoulder.

### 1979—1989: Кросовер успех
Године 1979. Гејл је потписала уговор са издавачком кућом Columbia Records, заједно са продуцентом Рејнодлом. Под окриљем нове издавачке куће, Гејл је обрадила велики број песама, а ова одлука наишла је на похвале музичких критичара који су похвалили њену свестраност. Седми студијски албум под називом  објављен је у септембру 1979. године. Са албума су се истакле три хит песме, укључујући Half the Way, који је био њен кросовер поп хит. Miss the Mississippi био је на трећем месту Билбордове листе кантри албума и на тридесет и шестом месту листе Билборд 200. Албуму је додељен златни сертификат од стране Америчког удружења дискографских кућа. Девет студијски албум Гејл, под називом  објављен је 1980. године, а са њега су се истакли синглови If You Ever Change Your Mind и Too Many Lovers. Године 1981. Гејл је објавила девети студијски албум под називом Hollywood, Tennessee, који је био на петом месту кантри албума у Сједињеним Државама и на деведесет и деветом месту листе Билборд 200. Иако је албум био комерцијално успешан, добио је мешовите критике од стране музичких критичара. Мери Буфвок и Роберт Орман истакли су да је албум симболизовао њену тадашњу инспирацију. Џејсон Акени са Allmusic доделио је албуму оцену 2,5 од могућих 5 звездица. Са албума Hollywood, Tennessee истакли су се хитови који су се нашли на Билборд листама у Сједињеним Државама, укључујући хитове The Woman in Me и Livin' in These Troubled Times.
Временом, музика од Гејл је превазишла више жанрова, па је она почела да наступа и ван Нешвила. Гејл је након тога гостовала у телевизијским емисијама Crystal и Crystal Gayle Special. Током 1982. године Гејл је сарађивала са Томом Валцом на саундтреку за филм Један од срца, а нумера је добила позитивне критике. Такође 1982. године, Гејл је раскинула уговор са издавачком кућом Columbia records, а потписала са компанијом Eletra records. Једна од првих сарадњи након потписивања новог уговора била је са музичаром Едијем Ребитом, на песми под називом You and I. Песма је била на првом месту Билбордове кантри листе синглова и постала Гејлин други хит који се нашао међу десет најбољих песама листе Билборд хот 100. Гејлин први студијски албум са издавачком кућом Elektra објављен је 1982. године и носи назив True Love. Албум је добио мешовите критике, у оцени Билборд часписа похваљене су певачицине вокалне способности.
Године 1983. Гејл је објавила албум под називом Cage the Songbird, а продуцирао га је Џими Боувин. Албум је био на петом месту најбољих кантри албума у Сједињеним Америчким Државама и сто седамдесет и првом месту листе Билборд 200. Међу албумским сингловима били су и песме The Sound of Goodbye и Turning Away. Гејл је током наредних издања имала синглове који су постигли комерцијални успех и то Straight to the Heart (1986) и Cry (1986). Године 1983. Гејл је снимила тематску песму за ТВ серију Masquerade.
Између 1985. и 1987. године Гејл је сарађивала са кантри музичарем Гери Морисем на више дуета. Први од њих био је сингл Makin' Up for Lost Time, који је био на првом месту Билбордове листе кантри песама, 1986. године. Makin' Up for Lost Time такође је коришћен у ТВ серији Далас. Гејл и Гери су такође снимили песму за ТВ серију Други свет, а она је била на листама музичких песама у Сједињеним Државама, Гејл се након тога појавила у серији Други свет, као гост. Двојац је 1986. године објавио студијски албум под називом . Албум је био на двадесет и петом месту Билбордове листе кантри албума у септембру 1987. године. Наредне године, Гејл је издала албум Nobody's Angel који садржи две умерено успешне песме, укључујући сингл Tennessee Nights. Такође, 1987. године певачица је отворила продавницу сувенира у Нешвилу под називом Crystal's Fine Gifts and Jewelry. У трговини се налазуо накит и полудраго камење европских занаталија, као и различите врсте кристала. Радња је затворена 2008. године.

### 1990—данас: Нови уговори и сарадње
Године 1990. Гејл је потписала нови уговор са издавачком кућом Capitol Records и поново успоставила сарадњу са продуцентом Аленом Рејнолдсом. Исте године објавила је седамнаести студијски албум под називом . Бил Карпентер из компаније Allmusic оценио је албум са четири од могућих пет звездица, назвавши га одличним сетом кантри поп музике. На албуму се налази неколико синглова, укључујући Just an Old Love, који је од стране часописа Билборд добио позитивне оцене. Трећи сингл под називом Never Ending Song of Love био је на седамдесет и другом месту Билбордове листе кантри синглова. Њен осамнаести албум под називом  објављен је 2. јуна 1992. године, а албум је продуцирао Баз Стоун. За водећи албумски сингл направљен је музички видео, а он је добио позитивне критике. Након што је напредовала током деведесетих година, Гејл је снимала материјал за мање издавачке куће и објављивала специјалне пројекте. Прво је објавила материјал за издавачку кућу Branson Entertainment Group, преко које је објавила албум са највећих хитовима, под називом .
Године 1995. потписала је уговор са издавачком кућом Intersound Records. Током 1995. године објавила је студијски албум Someday, који је копродуцирао Буби Вуд. Први албумски сингл укључио је видео спот који је снимљен у Грчкој. Године 1997. Гејл је објаивила компилацијски албум под називом .
Почетком 21. века, Гејл је проширила свој музичка интересовања. Године 1999. објавила је џез албум под називом . Албум је добио углавном позитивне оцене од стране музичких критичара и публике. Године 2000. објавила је студијски албум дечије музике под називом . Током 2003. године објавила је још један албум, под називом All My Tomorrows, а добио је углавном позитивне критике и оцене.
Гејл је неколико година провела у снимању нових материјала за свој наредни албума. Она је изјавила да ће се нови албум састојати од кантри песама, а продуцираће га њен син Крис Гатимоз. Пројекат је првобитно назван Am I That Easy To Forget. Године 2019. Гејл је објавила да ће се албум ипак звати You Don't Know Me: Classic Country. Званично је објављен у септембру 2019. године. You Don't Know Me постао је први Гејлнин студијски албум који је био на листама, још од 1998. године, а био је на четрдесетом месту Билбордове листе Top Independent Albums. Албум је добио углавном позитивне критике од стране музичких критичара и публике.

## Музички стил и наслеђе
Музички стил од Гејл обухвата кантри музику, али делом и поп и фолк музику. За разлику од њене браће и сестрара који су одгајани у руралном делу Кентакија, Гејл је младост провела у урбаном окружењу. У тој атмосфери Гејл је била изложена различитим стиловима музике. У интервјуу из 2003. године истакла је да је увек уживала у фолк, рок и поп музици, а да је као дете посебно волела Лесли Гор, Бренда Ли и Петси Клајн. У тинејџерским годинама развила је наклоност према фолк групама.Гејл је такође била инспирисана звуком који призводи њена старија сестра, Лорета Лин, а она ју је охрабрила да развије сопствени. Музички критичари и новинари су такође описали Гејл као музичарку глатког гласа, другачијег од оног који има њена сестра.
Гејл се сматра једном од најуспешнијих уметника кросовер кантри поп музике. Њена музика и каријера подстакле су многе жене да почну да се баве кантри поп музиком, укључујући Кари Андервуд, Шанају Твејн и Фејт Хил. Писац Кевин Џон истакао је да је Гејл направила велики број хитова, много више од њене сестре и поредио је са женама у кантри музици као што су Доли Партон, Риба Макентајер и Тами Винет. За своја достигнућа на пољу музике, Гејл је добила неколико награда и признања. Музичка кантри телевизија уврстила је на листу „40 највећих жена кантри музике”.
Године 2010. добила је звезду на Холивудској стаза славних. Године 2016. уручена јој је Пионирска награда Клифи Стоун од стране Академије кантри музике. Године 2017. певачица је проглашена најмоћнијом женом кантри музике од стране пројекта Taste of Country. Године 2018. отворила је Награде кантри музичке асоцијације као део жена у кантри музици. Током церемојије извела је песму Don't It Make My Brown Eyes Blue.

## Дискографија
Студијски албуми
- Crystal Gayle (1975)
- Somebody Loves You (1975)
- Crystal (1976)
- We Must Believe in Magic (1977)
- When I Dream (1978)
- We Should Be Together (1979)
- Miss the Mississippi (1979)
- These Days (1980)
- Hollywood, Tennessee (1981)
- True Love (1982)
- Cage the Songbird (1983)
- Nobody Wants to Be Alone (1985)
- What If We Fall in Love са Гери Морисом)}} (1986)
- Straight to the Heart (1986)
- A Crystal Christmas (1986)
- Nobody's Angel (1988)
- Ain't Gonna Worry (1990)
- Three Good Reasons (1992)
- Best Always (1993)
- Someday (1995)
- Joy & Inspiration (1997)
- Crystal Gayle Sings the Heart and Soul of Hoagy Carmichael (1999)
- In My Arms (2000)
- All My Tomorrows (2003)
- You Don't Know Me: Classic Country (2019)

## Филмографија
| Улоге Кристал Гејл у филмовима |              |               |              |             |
| Година                         | Српски назив | Изворни назив | Улога        | Напомена    |
| 1977.                          |              | [ 109 ]       | саму себе    | ТВ специјал |
| 1979.                          |              | [ 52 ]        | саму себе    | ТВ специјал |
| 1979.                          |              |               | саму себе    | ТВ специјал |
| 1980.                          |              | [ 52 ]        | саму себе    | ТВ специјал |
| 1983.                          |              |               | Естер Блоџет |             |
| 1985.                          |              |               | саму себе    | ТВ специјал |
| 1987.                          | Други свет   |               | саму себе    |             |
| 1993.                          |              |               | Емили        | глас        |